# Jacqueline Mouesca
Jacqueline Mouesca (Santiago, 29 de mayo de 1939-Toulouse, Francia, 4 de diciembre de 2019) fue una historiadora del cine, académica y escritora chilena.

## Biografía
Realizó varios documentales para el Departamento de Cine y Televisión de la Universidad Técnica del Estado, que fueron parte del cortometraje documental Vamos viendo (1972), realizado en colaboración con Wolfgang Tirado y Antonio Montero.
Después del golpe de Estado de 1973 emigró a Francia, donde estudió en la Universidad de París I, donde obtuvo un Diploma de Estudios Superiores en Cine, y la Universidad de París X. El objetivo de sus investigaciones se centró en recuperar la historia del cine chileno desde sus orígenes, dando cuenta de las crónicas cinematográficas de distintas épocas, de las películas y su contexto, del cine documental, la literatura y los escritores que se han inspirado en el cine.
En 1988 publicó Plano secuencia de la memoria de Chile: veinticinco años de cine chileno (1960-1985), libro esencial para entender el trabajo de realizadores como Sergio Bravo, Aldo Francia y Helvio Soto durante la década de 1960; de Patricio Guzmán en el período de la Unidad Popular; del cine en el exilio de Miguel Littin y Raúl Ruiz y, por último, de la producción fílmica en los años de la dictadura militar.
En 1990 regresó a Chile, donde publicó Cine chileno: veinte años: 1970-1990, libro en el que la autora amplió el corpus de su estudio anterior. También realizó clases de Historia del Cine y Apreciación Cinematográfica en diversas universidades chilenas, como la Universidad de Santiago, Universidad de Valparaíso, Pontificia Universidad Católica de Chile, Universidad Diego Portales, Universidad Andrés Bello, Universidad Arcis, entre otras.
A fines de los años 1990, Mouesca editó los libros El cine en Chile: crónica en tres tiempos y Cine y memoria del siglo XX, este último en coautoría con Carlos Orellana. Con el diccionario Érase una vez el cine (2001), Mouesca esperaba, tal como lo expresó en su prólogo, «activar la memoria cinematográfica de quienes (...) aman el cine». En 2003 apareció Cuentos de cine y en 2005 El documental chileno, el que, en cuanto a su temática, para el crítico David Vera-Meiggs es «indispensable».
En 2017 obtuvo el Premio Pedro Sienna «a la Destacada Trayectoria».